# دمعيانية
الدمعيانية (الاسم العلمي: Dacrymycetes)، طائفة فطريات تتكون من فصيلة واحدة [مشكوك فيها - تناقش] من فطريات الهلام. هناك 9 أجناس و101 نوعًا في فصيلة الدمعياناوية.